# Carl Vogeley
Carl Georg Friedrich Ferdinand Vogeley  (* 21. Mai 1825 in Kassel; † 16. Oktober 1899 ebenda) war ein deutscher Ökonom und Mitglied des Preußischen Abgeordnetenhauses sowie des Provinziallandtages der preußischen Provinz Hessen-Nassau.

## Leben
Carl Vogeley wurde als Sohn des Obristen Ferdinand Vogeley und dessen Ehefrau Sophie Dunker geboren. Er hatte die Kriegsschule absolviert und war in den Jahren von 1843 bis 1852 Offizier in der Hessen-kasselschen Armee. Mit einem Landwirtschaftsstudium an der Humboldt-Universität zu Berlin schaffte er die besten Voraussetzungen, um später erfolgreich als Landwirt, Generalsekretär des Landwirtschaftlichen Zentralvereins im Regierungsbezirk Kassel und  Direktor der landwirtschaftlichen Lehranstalt in Plagwitz zu fungieren. 
Er gehörte der Nationalliberalen an und hatte von 1870 bis 1879 als deren Vertreter ein Mandat im Preußischen Abgeordnetenhaus. Er wurde im Wahlkreis Hofgeismar-Wolfhagen gewählt.
1875  erhielt er einen Sitz im Kurhessischen Kommunallandtag des preußischen Regierungsbezirks Kassel, aus dessen Mitte er zum Abgeordneten  für den Provinziallandtag der Provinz Hessen-Nassau bestimmt wurde. 1880 schied er aus. Sein Nachfolger als Abgeordneter wurde Johannes Gieße.

## Ehrung
- Ökonomierat